# محمد العطر
محمد عبد الله العطر (مواليد 21 يناير 2002، لاعب كرة قدم إماراتي يجيد اللعب كلاعب وسط مع نادي العروبة.